# Reformatio in peius
Reformatio in peius што на латинском значи преиначење на горе, представља један од принципа у кривичном процесном праву који се испољава у жалбеном поступку.
Он подразумева, да када се осуђено лице жали на изречену пресуду, другостепени суд који решава по жалби не може лицу изрећи строжу казну од оне која је утврђена првостепеном пресудом, то јест може је потврдити или ублажити.
Српско кривично законодавство, такође предвиђа принцип забране преиначења на горе.